# Torula
Torula Shoemaker – rodzaj grzybów workowych z klasy Dothideomycetes.

## Charakterystyka
Występowanie
Grzyby saprotroficzne powszechnie występujące zarówno w siedliskach lądowych, jak i wodnych, w regionach od umiarkowanego do tropikalnego. Ich zarodniki spotykane są często, zwykle stanowią zaledwie kilka procent całkowitej ilości zarodników grzybów, ale w bibliotekach, w których przechowywano stare książki, czasopisma i rękopisy, dominowały zarodniki Torula i Gibberella. Były w pyle papierowym, materiałach drewnianych i na wilgotnych ścianach biblioteki. Duże ilości stwierdzono również w powietrzu wewnątrz fabryk. Występują głównie w pomieszczeniach zmkniętych. Zarodniki Torula obok innych rodzajów grzybów: Cladosporium, Coprinus i Alternaria były jednymi z najliczniejszych zarodników występujących w powietrzu wewnątrz i na zewnątrz zatłoczonego pociągu. Dużo występuje również w powietrzu wokół pól uprawnych po zbiorach, co sugeruje, że głównym źródłem tych grzybów są szczątki roślinne. Znaleziono je również na powierzchni owoców.
Morfologia i rozwój
Tworzą aksamitne kolonie o barwie od ciemnobrązowej do czarnej  z przeważnie zanurzoną grzybnią. Gatunek typowy T. herbarum na podłożach PDA i MEA tworzy bladooliwkowoszarą kolonię, która po dwóch tygodniach w temperaturze 25 °C pokrywa całą szalkę Petriego.
Konidia kuliste lub prawie kuliste, koloru brązowego z jasnobrązowym wierzchołkiem, o fakturze gładkiej do brodawkowatej. Są typu fragmokonidium i składają się zwykle z czterech komórek, ale może ich być nawet dziesięć. Powstają w rozgałęzionych łańcuchach, na komórkach konidiotwórczych lub jednej brązowej komórce podstawowej, a ich komórki wierzchołkowe mają zdolność przekształcania się w komórki konidiotwórcze i tworzenia na szczycie nowych konidiów. Komórki konidiogenne mogą być końcowe lub boczne, mieć pogrubioną i silnie zmelanizowaną ścianę u podstawy lub cienką ścianę, która często zapada się i staje się na wierzchołku wklęsła.

## Systematyka i nazewnictwo
Pozycja w klasyfikacji według Index Fungorum: Torulaceae, Pleosporales, Pleosporomycetidae, Dothideomycetes, Pezizomycotina, Ascomycota, Fungi.
Takson utworzył Christiaan Hendrik Persoon w 1795 r. Synonimy:
- Hormiscium Kunze, in Kunze & Schmidt 1817
- Satwalekera D. Rao, V.G. Rao & P.Rag. Rao 1970
- Taeniola Bonord 1851
- Tetracolium Kunze ex Link 1824[3].

Niektóre gatunki:
- Torula expansa (Kunze) Pers. 1822
- Torula herbarum (Pers.) Link 1809
- Torula lucifuga Oudem. 1902
- Torula pulveracea Corda 1838

Nazwy naukowe według Index Fungorum